# Massaker von Başbağlar
Beim Massaker von Başbağlar überfiel eine Einheit der Arbeiterpartei Kurdistans am 5. Juli 1993 während des Abendgebets das Dorf Başbağlar in Kemaliye (Provinz Erzincan). Dabei erschossen sie 28 Männer. Fünf Frauen wurden bei der anschließenden Brandschatzung der Häuser getötet. Andere Quellen besagen, dass unter den fünf Brandopfern eine Frau und mehrere Kinder waren.

## Hergang
Nach Angaben des Muhtars, der verletzt überlebte, kamen die PKK-Kämpfer in das Dorf, versammelten die Männer und hielten politische Reden. Sie hätten die Dorfbewohner aufgereiht und erschossen und anschließend die Häuser in Brand gesteckt.

## Täter
Abdullah Öcalan gab nach seiner Festnahme an, das Massaker sei ohne sein Wissen geschehen. Verantwortlich sei ein örtlicher Kommandeur mit dem Decknamen  Doktor Baran gewesen. In Flugblättern, die die PKK-Kämpfer hinterließen, gaben sie Rache für den Brandanschlag von Sivas, der drei Tage zuvor stattgefunden hatte, als Motiv an. Das Parteiorgan Serxwebûn vom 28. Mai 1997 schrieb in einem Nachruf auf einen Kämpfer, dass die PKK sich zu dem Anschlag bekannt habe. Doktor Baran wurde später wegen eines Zerwürfnisses mit Öcalan getötet. Ein juristisches Verfahren endete nach Jahren mit Freisprüchen wegen erwiesener Unschuld.